# Amicistenorden

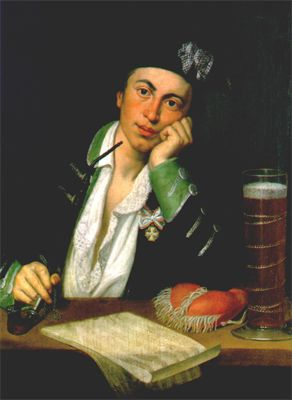
Joseph Martin Kraus als Student in Erfurt mit dem Ordenszeichen der Amicisten am Revers

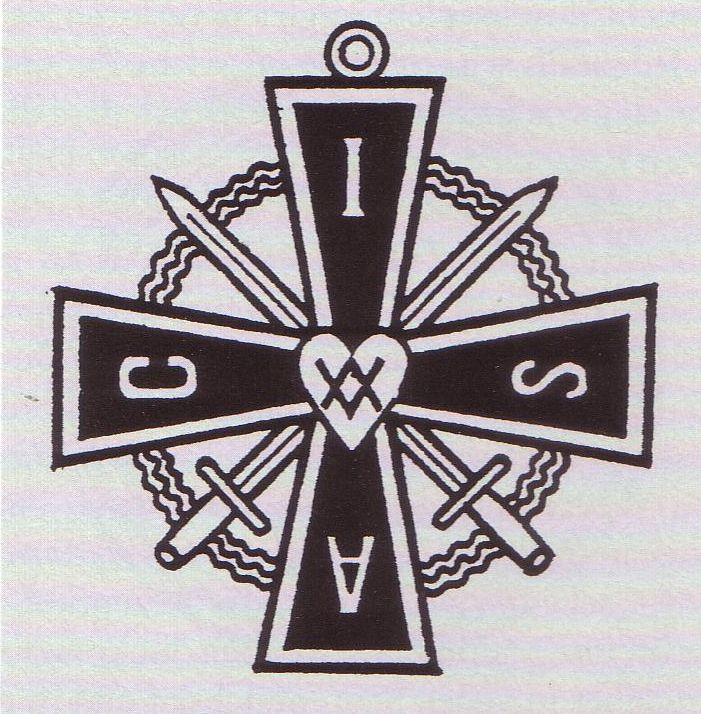
Amicistenkreuz

Der Amicistenorden (auch: Mosellanerorden) war ein Studentenorden zwischen 1771 und 1811. 

## Geschichte
Der Amicistenorden wurde 1771 in Jena von elsässischen und badischen Mitgliedern der Mosellaner Landsmannschaft gegründet und ist als Studentenorden bis 1811 in den Universitätsstädten Gießen, Marburg, Göttingen, Mainz, Erlangen, Erfurt, Tübingen, Leipzig, Würzburg, Halle und Jena nachweisbar. Der Orden bestand zunächst innerhalb der Landsmannschaft der Mosellaner in Jena und lehnte sich in seinem Brauchtum an die Freimaurerlogen der Zeit an. Innerhalb der Amicistenorden entstand später die sogenannte gelehrte Loge, die das Raufen und Saufen bekämpfte. 1793 ging der studentische Charakter nach mehreren Verboten verloren und der Orden wurde zur Loge. 
Die Bezeichnung Amicistenorden lässt sich herleiten aus dem Lateinischen amicus (Freund). In dem Namen lassen sich somit auch schon die Werte erkennen, die in den Ordens-Grundsätzen von den Mitgliedern festgelegt worden waren: Freundschaft, Ehre, Treue, gegenseitige Achtung, Gemeinsamkeit von Freud und Leid, Unterordnung unter die Gesetze der Gemeinschaft.
Sein Leitspruch lautete, „Vivat vera amicitia, vivat amicitia fructus honoris“, im Monogramm als aufeinanderliegendes V und A zum Ausdruck gebracht. Zudem zwei dicht nebeneinander gesetzte XX und je zwei Punkte oberhalb und unterhalb eines Striches.

## Bekannte Mitglieder
- Johann Peter Hebel (1760–1826), deutscher Dichter
- Johann Heinrich Heinrichs (1765–1850), deutscher Theologe, hannöverscher Kirchenrat und Superintendent
- Joseph Martin Kraus (1756–1792), deutscher Komponist
- Heinrich August Ottokar Reichard (1751–1828), deutscher Bibliothekar und Schriftsteller